# مدرسه اکبریه

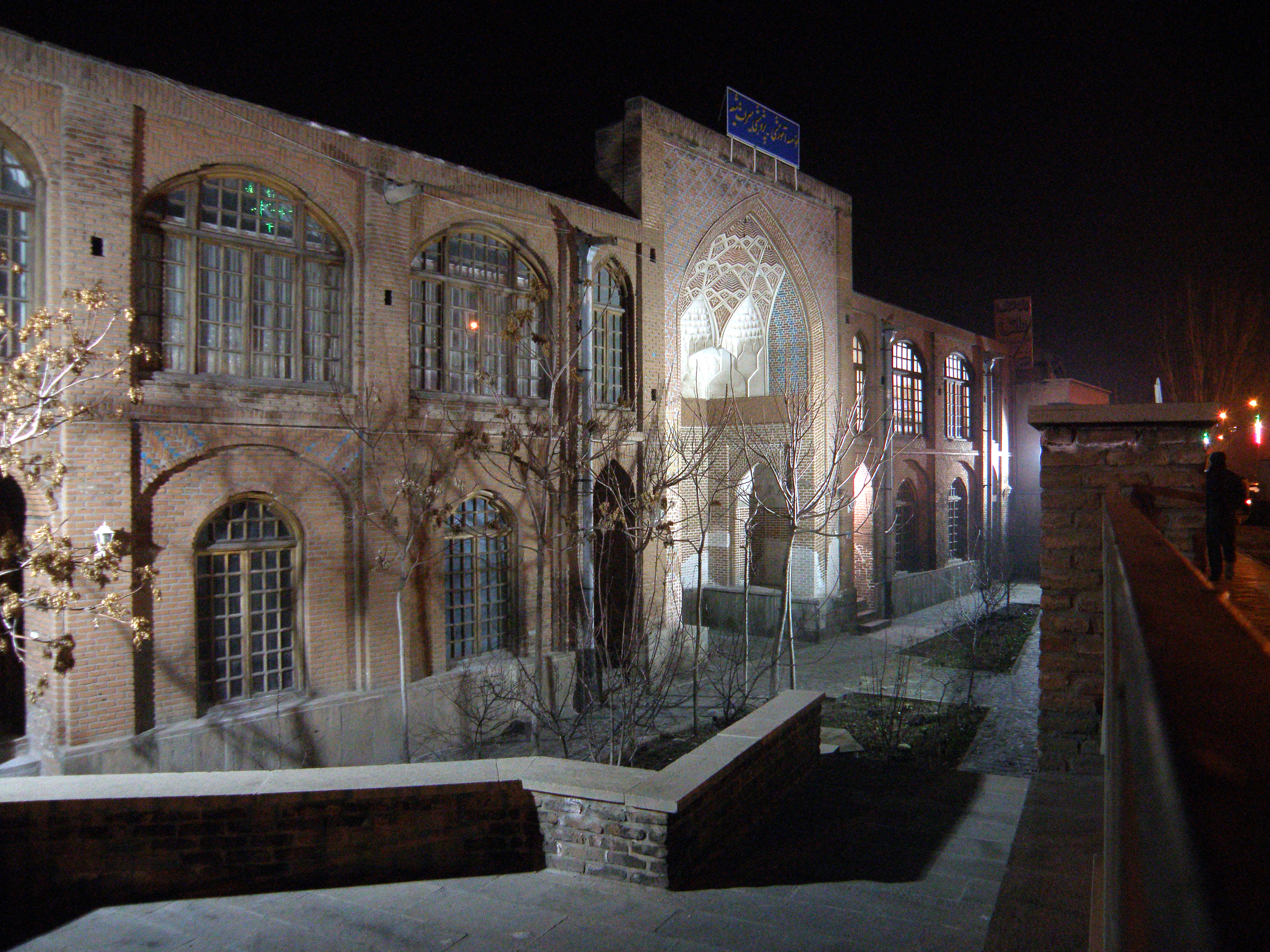
مدرسه اکبریه

مدرسه اکبریه (مؤسسه آموزشی پژوهشی میراث شیعه) یکی از آثار تاریخی تبریز است که در شمال غرب تبریز و سمت غربی مجموعه صاحب‌الامر قرار دارد و از آثار دوره قاجاریه‌است و حجره‌هایی متعدد برای سکونت طلاب دینی دارد. این مدرسه عمارت دو طبقه مفصلی داشت که در سال ۱۲۶۶ه‍.ق در ضلع غربی و شمالی صحن بقعه صاحب الا مر از طرف میرزا علی اکبرخان مترجم و دبیر کنسولگری روسیه بنیان نهاده شد.
این بنا از سال ۱۳۹۱ توسط سازمان میراث فرهنگی استان و با هماهنگی امام جمعه تبریز و نماینده ولی فقیه در استان آیت الله شبستری و مدیریت حوزه‌های علمیه استان جناب حجت الاسلام آقای لطیفی جهت فعالیت‌های آموزشی و پژوهشی در اختیار مؤسسه میراث شیعه تبریز قرار گرفته‌است.
این مؤسسه دوره آموزشی و پژوهشی برای عموم علاقمندان برگزار کرده و چندین کتاب در زمینه‌های مختلف علوم اسلامی منتشر کرده‌است.
این مؤسسه با مدیریت جناب رحیم قربانی به فعالیت‌های خود ادامه می‌دهد و برنامه‌های متعدد آموزشی و پژوهشی اجرا می‌کند؛ به ویژه در زمینه طب سنتی، نجوم اسلامی، معماری و شهرسازی اسلامی، احیای نسخ خطی و تصحیح متون؛ و آموزه‌های کاربردی اسلام فعالیت دارد. از جمله برنامه‌های فرهنگی شیعه می‌توان به جلسات هفتگی شرح احادیث «اصول کافی» اشاره کرد که یکی از برنامه‌های ثابت مؤسسه در عصر روزهای چهارشنبه است. همچنین برنامه جشن عید غدیر که سالانه به صورت مراسم مدیحه سرایی و سخنرانی و ضیافت شام در محل مؤسه به صورت محدود برای اعضای آن از اساتید و دانش پژوهان برگزار می‌گردد.